# Parasthetops sebastiani
Parasthetops sebastiani är en skalbaggsart som beskrevs av Perkins 2008. Parasthetops sebastiani ingår i släktet Parasthetops och familjen vattenbrynsbaggar. Inga underarter finns listade i Catalogue of Life.